# Jesper Kjærulff
Jesper Kjærulff (født 7. oktober 1983) er en dansk fodboldspiller, der senest spillede i 1. divisionsklubben FC Fyn.

## Karriere
I den første del af sin karriere spillede Kjærulff for Holbæk B&I, Dalum IF og FC Fyn.

### SønderjyskE
I sommeren 2007 indgik Kjærulff en to-årig kontrakt med SønderjyskE i 1. division. Inden skiftet til SønderjyskE var han topscorer for FC Fyn i 2. division vest, hvor han i sæsonen 2006/07 scorede 19 mål i 31 kampe. I de to første sæsonener i SønderjyskE markerede Kjærulff sig som en profil i klubben og var fast mand på førsteholdet, hvilket i sommeren 2009 blev belønnet med en kontraktforlængelse for yderligere to sæsoner. Herefter udeblev spilletiden, hvilket medførte et skifte til Viborg FF i august 2010.

### Viborg FF
I august 2010 blev Kjærulff hentet til 1. divisionsklubben Viborg FF på en to-årig kontrakt. Her spillede han frem til kontraktens udløb i sommeren 2012,hvor klubben vagte ikke at forlænge hans kontrakt.

### FC Fyn
Efter bruddet med Viborg FF skiftede Kjærulff i juli 2012 til den nyoprykkede 1. divisionsklub FC Fyn, hvor han fik en et-årig kontrakt. Med ansættelsen i den fynske klub gik Kjærulff fra at være fuldtidsprofessionel til at være på deltid, da han samtidigt med at spille fodbold skulle arbejde som fysioterapeut.
Han blev sammen med resten af FC Fyns spillertrup fritstillet da klubben indstillede sine aktiviteter den 31. januar 2013 på grund af økonomiske problemer.